# Avera (Geòrgia)
Avera és una població dels Estats Units a l'estat de Geòrgia. Segons el cens del 2000 tenia 217 habitants.

## Demografia
Segons el cens del 2000, Avera tenia 217 habitants, 99 habitatges, i 60 famílies. La densitat de població era de 128,9 habitants per km².
Dels 99 habitatges en un 26,3% hi vivien nens de menys de 18 anys, en un 47,5% hi vivien parelles casades, en un 9,1% dones solteres, i en un 38,4% no eren unitats familiars. En el 33,3% dels habitatges hi vivien persones soles el 15,2% de les quals corresponia a persones de 65 anys o més que vivien soles. El nombre mitjà de persones vivint en cada habitatge era de 2,19 i el nombre mitjà de persones que vivien en cada família era de 2,8.
Per edats la població es repartia de la següent manera: un 19,8% tenia menys de 18 anys, un 6,9% entre 18 i 24, un 32,3% entre 25 i 44, un 24% de 45 a 60 i un 17,1% 65 anys o més.
L'edat mediana era de 40 anys. Per cada 100 dones de 18 o més anys hi havia 91,2 homes.
La renda mediana per habitatge era de 28.229 $ i la renda mediana per família de 35.208 $. Els homes tenien una renda mediana de 26.667 $ mentre que les dones 20.938 $. La renda per capita de la població era de 14.613 $. Entorn del 8,2% de les famílies i el 6,5% de la població estaven per davall del llindar de pobresa.

## Poblacions més properes
El següent diagrama mostra les poblacions més properes.